# Arturo 2: On the Rocks
Arturo 2: On the Rocks (Arthur 2: On the Rocks) è un film commedia statunitense del 1988 diretto da Bud Yorkin.
Si tratta del sequel di Arturo (1981).